# 威尔明顿 (俄亥俄州)
威尔明顿（Wilmington）是美国俄亥俄州克林顿县的一个城市和县城。 2010年人口普查时的人口为12,520人。 在国道、县道、美国高速公路的城市入口处，都能看到“我们以冠军为荣”的城市口号，伴随着威尔明顿个人和团队各种体育成就的突出表现。 该市设有威尔明顿公共图书馆，还设有美国国家气象局的天气预报办公室，为俄亥俄州西南部和肯塔基州和印第安纳州的部分地区提供服务。
威尔明顿于1997年12月8日在《时代》杂志上被评为一个对郊区家庭有吸引力的小镇。 该城市还在1995年出版的题为“美国100个最佳小城镇”中上榜。 市内的威尔明顿学院由公谊会于1870年创建，该市及周边地区包括十多个贵格会议室。
威尔明顿是迈克尔·摩尔2016年纪录片“特朗普兰德（Trumpland）的迈克尔·摩尔”的取景地。